# Sinopotamon parvum
Sinopotamon parvum is een krabbensoort uit de familie van de Potamidae. De wetenschappelijke naam van de soort is voor het eerst geldig gepubliceerd in 1985 door Dai, Song, Li, Chen, Wang & Hu.